# Amanda Polk
Amanda Polk (Pittsburgh, 2 agosto 1986) è una canottiera statunitense, vincitrice della medaglia d'oro nell'8 con alle Olimpiadi di Rio de Janeiro 2016.

## Palmarès
- Olimpiadi

Rio de Janeiro 2016: oro nell'8.
- Mondiali

Poznań 2009: argento nel 4 senza
Karapiro 2010: oro nell'8.
Lake Bled 2011: oro nell'8.
Chungju 2013: oro nell'8.
Amsterdam 2014: oro nell'8.
Aiguebelette-le-Lac 2015: oro nell'8.